# 重建置業計劃
重建置業計劃（英語：Mortgage Subsidy Scheme（MSS））為香港房屋委員會於1998年所推行的其中一項置業資助計劃。該計劃主要協助受「整體重建計劃」影響而須遷置的居民購入新建公共屋邨。但是，由於反應並不熱烈，此計劃於2001年後終止。

## 推行目的
- 重建置業計劃旨在為受各種重建計劃（包括已列入整體重建計劃的徙置區、政府廉租屋，以及被清拆的平房區）影響的居民提供自置居所的機會，以取代遷入指定接收屋邨單位。

## 具體機制
- 重建置業計劃屋苑選址以鄰近即將重建屋邨（或位於重建中屋邨的指定樓宇）為主要考慮，並可以是居屋、由出租公屋轉作居屋樓宇或私人參建居屋[1]（但實際操作上，除愛蝶灣外均由出租公屋轉作居屋樓宇），而入伙日期與遷出限期相若，方便居民原區安置。
- 與另一個同期推出的資助房屋計劃-可租可買計劃一樣，居民購買單位後均可獲合共港幣162,000元按揭補助金（單身拆遷戶獲發金額為家庭拆遷戶一半；而正繳交市值租金的準業主則不獲津貼），分六年發放[2]。
- 除首兩個屋苑外，每次均與居屋一併銷售，只限已列入重建屋邨/平房區的居民申請（部分屋苑則限制只有特定屋邨/平房區重建戶，才有優先認購資格），並依目標清拆日期判斷優先資格（分為第一及第二優先）；若相關屋苑未獲足額認購，才會撥入同期或接續的居屋期數出售。
- 若計劃反應熱烈，房委會保留權利將鄰近指定樓宇、即將建成的出租公屋大廈亦撥入此計劃出售。

## 推出屋苑

### 1998年
- 1998年9月推出，推出何文田冠暉苑（由何文田邨出租公屋轉為此計劃下出售居屋，並預留靜文樓撥入計劃內出售，但因反應並不熱烈，最後沒有加推），只供山谷道邨、何文田邨廉租屋大廈及紅磡邨居民申請。由於冠暉苑銷售錄得足額認購，沒有單位撥歸隨後發售的居屋第20期甲[3]。及後，政府於居屋20期甲，按照重建置業計劃條款推出樂富康強苑[4]，優先供即將拆卸屋邨及平房區居民申請。

### 1999年
- 1999年8月連同居屋第21期甲推出，推出何文田冠熹苑，資格與冠暉苑相同。由於此期銷售未錄得足額認購，其他單位撥入居屋21期甲[5]。及後，政府再按重建置業計劃條款，在居屋21期甲推出天頌苑頌棋及頌畫閣[6]，優先供即將拆卸屋邨及平房區居民住戶申請。

### 2000年
- 2000年連同居屋第22期甲推出，推出筲箕灣愛蝶灣，優先供北角邨居民申請[7]。

### 2001年
- 2001年連同居屋第23期甲推出，推出荔枝角荔欣苑[8]，優先供即將拆卸屋邨及平房區居民，以及蝴蝶谷新村居民申請，其次為已列入重建、但當時未發出拆卸通知屋邨的居民[9]。

### 規劃好但沒有推出過的屋苑
- 柴灣興翠苑（今稱興華（一）邨興翠樓）[10]
- 黃大仙黃大仙上邨啟善樓[11]
- 觀塘秀茂坪邨秀賢及秀程樓[12]
- 大角咀海富苑海寧閣（改於可租可買計劃出售[13]）